# Weston Turville
Weston Turville – wieś w Anglii, w hrabstwie Buckinghamshire, w dystrykcie (unitary authority) Buckinghamshire. Leży 54 km na północny zachód od centrum Londynu. W 2001 miejscowość liczyła 2802 mieszkańców.